# Team Novo Nordisk/Saison 2019
Diese Liste beschreibt den Kader des Radsportteams Team Novo Nordisk in der Saison 2019.

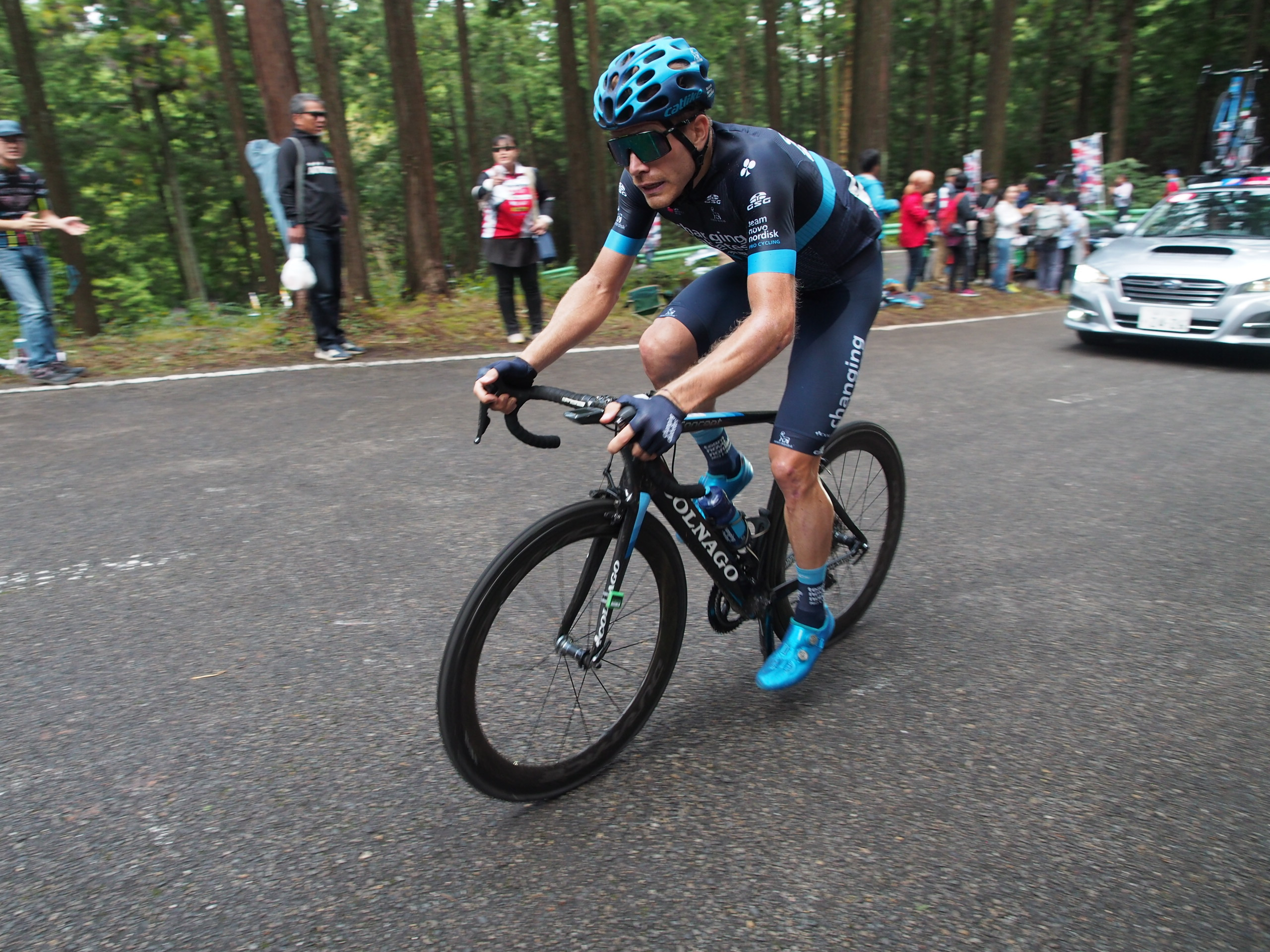
Charles Planet, Japan, 2019

| Teamkader 2019          | Teamkader 2019     | Teamkader 2019         | Teamkader 2019                       |
| Name                    | Geburtsdatum       | Land                   | Vorheriges Team                      |
| ----------------------- | ------------------ | ---------------------- | ------------------------------------ |
| Oliver Behringer        | 20. März 1996      | Schweiz                |                                      |
| Mehdi Benhamouda        | 2. Januar 1995     | Frankreich             | Team Novo Nordisk Development (2015) |
| Sam Brand               | 27. Februar 1991   | Vereinigtes Königreich | Team Novo Nordisk (2017)             |
| Fabio Calabria          | 27. August 1987    | Australien             | Team Novo Nordisk Development (2016) |
| Stephen Clancy          | 19. Juli 1992      | Irland                 |                                      |
| Joonas Henttala         | 17. September 1991 | Finnland               |                                      |
| Declan Irvine           | 11. März 1999      | Australien             |                                      |
| Brian Kamstra           | 5. Juli 1993       | Niederlande            |                                      |
| Péter Kusztor           | 27. Dezember 1984  | Ungarn                 | My Bike-Stevens (2018)               |
| David Lozano            | 21. Dezember 1988  | Spanien                |                                      |
| Emanuel Mini            | 14. Juni 1986      | Argentinien            |                                      |
| Samuel Munday           | 4. März 1998       | Australien             |                                      |
| Andrea Peron            | 28. Oktober 1988   | Italien                |                                      |
| Charles Planet          | 30. Oktober 1993   | Frankreich             |                                      |
| Umberto Poli            | 27. August 1996    | Italien                | Team Novo Nordisk Development (2016) |
| Ulugbek Saidov          | 6. Oktober 1996    | Usbekistan             | Team Novo Nordisk Development (2018) |
|                         |                    |                        |                                      |
| Quelle: ProCyclingStats |                    |                        |                                      |